# Бютцов

Железнодорожная станция г. Бютцов

Бютцов (нем. Bützow) — город в Германии, в земле Мекленбург-Передняя Померания.
Входит в состав района Гюстров. Подчиняется управлению Бютцов Ланд. Население составляет 7,6 тыс. человек (2009); в 2003 г. — 8,4 тысяч. Занимает площадь 39,70 км². Официальный код — 13 0 53 013.

## Города-побратимы
- Силламяэ, Эстония
- Эккернфёрде, Шлезвиг-Гольштейн (с 1990)
- Штрален, Северный Рейн-Вестфалия (с 1992)